# Sometime Last Night
Sometime Last Night este al doilea album de studio al formației americane de pop rock, R5, care a fost lansat pe data de 10 iulie 2015.

## Dezvoltare
R5 au lansat primul lor albumul de studio, Louder, în septembrie 2013, care include single-urile „Loud”, „Pass Me By”, „(I Can't) Forget About You” și „One Last Dance”. Formația a promovat albumul cu un turneu în America de Nord, Europa și America de Sud. Mai târziu, ei au lansat cel de-al doilea EP, Heart Made Up on You, pe care l-au descris ca „primul gust” din al doilea album de studio. Albumul ar fi trebuit să fie lansat în primăvara lui 2015; totuși, Riker Lynch a anunțat că lansarea a fost amânată pentru că voiau să fie mai bine pentru fani. Pe 6 aprilie 2015, cu lansarea videoclipului pentru „Let's Not Be Alone Tonight”, R5 au anunțat titlul și data lansării albumului. Sometime Last Night va fi valabil mondial pe data de 10 iulie 2015.

## Single-uri
Primul single de pe album, „Smile” a fost lansat pe data de 14 noiembrie 2014. Chair dacă nu a fost un succes comercial, cântecul a primit recenzii pozitive din partea criticilor. „Let's Not Be Alone Tonight” a devenit al doilea single de pe album pe 13 februarie 2015 și a fost primul care a fost trimis la radio.

## Turneu
Albumul Sometime Last Night va fi promovat cu un turneu mondial, numit Sometime Last Night Tour.